# Entomobrya clitellaria
Entomobrya clitellaria är en urinsektsart som beskrevs av Louise Guthrie 1903. Entomobrya clitellaria ingår i släktet Entomobrya och familjen brokhoppstjärtar. Inga underarter finns listade i Catalogue of Life.